# VV De Valk in het seizoen 1958/59
Het seizoen 1958/1959 was het vierde jaar in het bestaan van de Valkenswaardse betaaldvoetbalclub De Valk. De club kwam uit in de Tweede divisie A en eindigde daarin op de achtste plaats. Tevens deed de club mee aan het toernooi om de KNVB beker, hierin werd in de eerste ronde verloren van Wittenhorst (1–3).

## Wedstrijdstatistieken

### Tweede divisie A
|       | Baronie | DHC   | DOSKO | EBOH  | EDO   | 't Gooi | Hilversum | LONGA | ONA   | UVS   | Velox | Wilhelmina | Xerxes | Zeist |
| ----- | ------- | ----- | ----- | ----- | ----- | ------- | --------- | ----- | ----- | ----- | ----- | ---------- | ------ | ----- |
| Thuis | 2 – 2   | 0 – 4 | 5 – 1 | 1 – 2 | 2 – 0 | 4 – 2   | 0 – 2     | 1 – 0 | 2 – 1 | 0 – 1 | 3 – 1 | 1 – 3      | 7 – 3  | 4 – 0 |
| Uit   | 3 – 1   | 1 – 3 | 1 – 1 | 3 – 1 | 1 – 4 | 3 – 0   | 0 – 0     | 0 – 2 | 1 – 3 | 4 – 2 | 1 – 1 | 4 – 2      | 3 – 2  | 3 – 3 |

### KNVB beker
| 1e ronde                                         | Wittenhorst                  | 3 – 1 | De Valk        |
| 1 januari 1959 Plaats: Horst Sportpark Ter Horst | Frans Derix –', –' Jos Boots |       | Jacques de Wit |

## Statistieken De Valk 1958/1959

### Eindstand De Valk in de Nederlandse Tweede divisie A 1958 / 1959
| Stand | Gespeeld | Gewonnen | Gelijk | Verloren | Punten | Doelpunten voor | Doelpunten tegen |
| ----- | -------- | -------- | ------ | -------- | ------ | --------------- | ---------------- |
| 8e    | 28       | 12       | 5      | 11       | 29     | 57              | 50               |

### Topscorers
| #                | Naam                        | Goal |
| ---------------- | --------------------------- | ---- |
| 1.               | Jacques de Wit              | 14   |
| 2.               | Jan Seuntjens               | 10   |
| 3.               | Jan Wilbers                 | 9    |
| 4.               | Jo Fiers                    | 5    |
| 5.               | Jo de Leest                 | 4    |
| 5.               | Toon Vereijken              | 4    |
| 7.               | Harry Rijkers               | 3    |
| 7.               | Theo Smolders               | 3    |
| 9.               | Jos Maas                    | 2    |
| 10.              | Jan Louwers                 | 10   |
| Eigen doelpunten |                             |      |
| –                | R. Arnoldi (EDO)            |      |
| –                | Jan van de Watering (DOSKO) |      |
| Totaal           | Totaal                      | 57   |

| #      | Naam           | Goal |
| ------ | -------------- | ---- |
| 1.     | Jacques de Wit | 1    |
| Totaal | Totaal         | 1    |